# مينورو كوباياشي
مينورو كوباياشي (باليابانية: 小林 稔) (14 مايو 1976 في كاناغاوا في اليابان – )؛ هو لاعب كرة قدم ياباني سابق كان يلعب كمدافع.

## وصلات خارجية
- مينورو كوباياشي على موقع رابطة كرة القدم اليابانية للمحترفين (اليابانية)
- مينورو كوباياشي على موقع Soccerway.com (الإنجليزية)
- مينورو كوباياشي على موقع عالم كرة القدم.نت (الإنجليزية)